# 克瓦斯內斯灣
67°3′S 56°49′E / 67.050°S 56.817°E
克瓦斯內斯灣（英語：Kvarsnes Bay）是南極洲的海灣，位於愛德華八世灣南岸，處於克瓦斯內斯半島西南面，該海灣根據挪威探險隊拍攝的空中照片被該國製圖師繪入地圖。